# Кизилшекара
Кизилшека́ра (каз. Қызылшекара) — село у складі Райимбецького району Алматинської області Казахстану. Входить до складу Сумбинського сільського округу.
У радянські часи село називалось Кизилшагара.
Населення — 1139 осіб (2021; 1854 у 2009, 2004 у 1999, 1826 у 1989).